# Itàlia central
La Itàlia central  és aquella part del territori d'Itàlia que comprèn les regions de Toscana, Laci, Úmbria i Marques. Correspon aproximadament al territori històric format pel Gran Ducat de Toscana i la gran part dels Estats Pontificis. Correspon aproximadament també a les àrees on es parlen el toscà i els dialectes italians centrals (tot i que aquests dialectes no es parlen a l'extremitat septentrional de les Marques i a aquella meridional de les Marques i del Laci).

## Límits
La Itàlia central limita al nord amb la regió d'Emília-Romanya a la Itàlia nord-oriental i Ligúria a la Itàlia nord-occidental,a l'est amb el mar Adriàtic i les regions dels Abruços i Molise a la Itàlia meridional, al sud amb la Campània també en la Itàlia meridional i a l'oest amb la mar Tirrena.

## Generalitats

### Parlament Europeu
La regió d'Itàlia central correspon a una circumscripció electoral del Parlament Europeu, amb dret a 16 escons, el que considerant la població de la regió correspon a un per cada 681.000 habitants.